# Lovin’ on You
«Lovin’ on You» — песня американского кантри-певца Люка Комбса, вышедшая в качестве четвёртого сингла со второго студийного альбома What You See Is What You Get (2019).
Сингл достиг первого места в радиоэфирном хит-параде Country Airplay и третьего в кантри-чарте Hot Country Songs, получил 2-кратную платиновую сертификацию в США.

## История
До выхода альбома песня появилась на мини-альбоме Комбса 2019 года The Prequel. Песня представляет собой хонки-тонк с перечислением различных вещей, которые нравятся рассказчику, включая его собственный любовный интерес. Taste of Country Билли Дьюкс в Taste of Country написал: «Повторяющиеся припевы и этот джем из 125 слов показывает, что Комбс перечисляет вещи, которые ему нравятся, прежде чем заявить о своей нерушимой любви к своей женщине… список наполнен конкретными, красочными деталями, которые раскрашивают песню и добавляют штрихи к более широкому портрету Комбса как артиста».
Комбс исполнил песню на Ночном шоу с Джимми Фэллоном в июле 2020 года, показав кадры, на которых он и его группа запечатлены в Brentwood Skate Center.

## Коммерческий успех
В мае 2020 года песня «Lovin’ on You» достигла первого места в американском кантри-чарте Country Airplay, что позволили Комбсу стать первым музыкантом у которого все первые 8 синглов побывали на вершине чарта с начала отсчёта этого чарта службой Nielsen SoundScan в январе 1990 года. Он также достиг 23-го места в Billboard Hot 100
Из альбома What You See Is What You Get (2019) вышли семь синглов и все попали на первое место Country Airplay: «Forever After All» (июнь 2021), «Better Together» (5 недель на № 1 в январе 2021); «Lovin’ on You» (5, сентябрь 2020); «Does to Me» (2, мая 2020); «Even Though I’m Leaving» (5, ноябрь 2019); «Beer Never Broke My Heart» (2, август 2019) и «Cold as You» (1, ноябрь 2021). Шесть подряд чарттопперов последний раз было в 2017 году из альбома Kill the Lights Люка Брайана.
Сингл получил 2-кратную платиновую сертификацию в США.

## Чарты
| Чарт (2020)                         | Высшая позиция |
| ----------------------------------- | -------------- |
| Канада (Billboard Canadian Hot 100) | 48             |
| Канада (Billboard Country)          | 1              |
| Мир (Billboard Global 200)          | 174            |
| США (Billboard Hot 100)             | 23             |
| США (Billboard Country Airplay)     | 1              |
| США (Billboard Hot Country Songs)   | 3              |

| Чарт (2020)                        | Позиция |
| ---------------------------------- | ------- |
| США (Billboard Hot 100)            | 97      |
| США (Country Airplay, Billboard)   | 9       |
| США (Hot Country Songs, Billboard) | 19      |

## Сертификации
| Регион                                                                      | Сертификация  | Продажи   |
| --------------------------------------------------------------------------- | ------------- | --------- |
| Австралия (ARIA)                                                            | Платиновый    | 70 000    |
| Канада (Music Canada)                                                       | 2× Платиновый | 160 000   |
| США (RIAA)                                                                  | 2× Платиновый | 2 000 000 |
| Данные о продажах + прослушиваниях приведены только на основе сертификации. |               |           |